# 種田ちえり
種田 ちえり（たねだ ちえり、1991年7月12日 - ）は、日本の元グラビアアイドル、元タレントである。オフィスポケット所属。2011年、芸能活動をやめたことを自らのブログで明かしている。

## 人物
- 趣味：音楽鑑賞。
- 特技：琴、エビ反り。

## 主な出演作品

### テレビ
- 空の港で （2008年8月、テレビ東京）22話主役
- イツザイ （2008年2月、テレビ東京）
- 花ざかりの君たちへ〜イケメン♂パラダイス〜 （2007年8月、フジテレビ）チアガール役
- 初恋少女（2007年4月、e2byスカパー）

## 映画
- まいっちんぐマチコ先生 （2008年7月、TMC）生徒役

## CM
- J-POWER（2009年1月）女子高生役

## リリース作品

### CD
- オムニバスCD　Hi-SPEEDキラキラJK（ワーナーミュージック、2008年2月）「キューティーハニーREMIX」担当

### DVD
- 究極乙女 種田ちえり（2008年8月、メディアフォース）

#### ソロ
- 本気萌えグラドルビーチバレー激闘編 （2009年4月、SPO）
- Angel Kiss～ちぇりーブロッサム （2009年2月、トリコ）
- 恐怖の放課後 女子高生心霊ファイル Vol.2 （2008年8月、ゴマブックス）
- 恐怖の放課後 女子高生心霊ファイル Vol.1 （2008年7月、ゴマブックス）
- 実写版まいっちんぐマチコ先生ビバ！モモカちゃん！！（2008年5月、TMC）
- High school girl（2007年10月、スパイスビジュアル）

#### オムニバス
- 現役女子高生グラビア vol.1（アイマックス、2009年）- 伊藤百合南、山川ひろみとのオムニバス出演